# ドイツ系キューバ人
ドイツ系キューバ人（ドイツ語: Deutschkubaner、スペイン語: Alemán Cubano）とは、ドイツ系の家系に起源を持つキューバ人、もしくはドイツで生まれ、キューバに移住した者である。

## ドイツ系キューバ人の一覧
- アバ・サンタナ - アメリカ合衆国の女優。1/4ドイツ系キューバ人
- マルティン・リレ - アメリカ合衆国のビジネスマン。1/4ドイツ系キューバ人
- ローラ・サンチェス - アメリカ合衆国の女優。1/4ドイツ系キューバ人
- マイラ・ゴメス・ケンプ - スペインの俳優、テレビ出演者。1/2ドイツ系キューバ人